# Sæmundur Sigfússon
Sæmundur Sigfússon of Sæmundr fróði, ook bekend als Sæmundur de geleerde of Sæmund de Wijze (1056 – 2 mei 1133), was een IJslandse priester en geleerde.

## Leven
Hij was de zoon van priester Sigfús Loðmundarsson uit Oddi en zijn vrouw Þórey Eyjólfsdóttir. Zij was uiteindelijk verwant met de Noorse koningen. Zijn broers waren Valgarðr en Rúnólfr, die beide in Njáls saga een rol spelen. Sæmundur was getrouwd en had vier zonen, waarvan een buitenechtelijk. Een van zijn zonen, Lopt, trouwde met Þora Magnusdóttir, de buitenechtelijke dochter van koning Magnus barrevoets. Uiteindelijk had hij een goede band met koning Sigurd Jorsalfare, waardoor zijn zoon (Sæmundur fróði’s kleinzoon) Jón Loptsson, aan het koninklijk hof nabij Göteborg opgroeide.
Sæmundur zou ook met een zekere Gudrun getrouwd zijn geweest. Zij is waarschijnlijk degene geweest die na zijn dood de meeste mythen over hem zou hebben verspreid, in het bijzonder dat hij de "zwarte kunst" zou hebben beheerst, iets wat ook door de IJslandse bisschopssaga’s wordt beweerd.
Sæmundur fróði is een van de eerste IJslanders die in het buitenland hebben gestudeerd, en Ari Þorgilsson schrijft in het Íslendingabók dat hij van Frankrijk huiswaarts keerde (waarschijnlijk is dit niet helemaal correct, en kwam hij uit Franken). Andere bronnen, zoals de Oddaannálar og Oddverjaannáll, beweren dat hij in het Frans-Duitse gebied heeft rondgetrokken voordat hij terugkwam. Volgens de Jóns saga helg saga was bisschop Jón Ögmundsson degene die hem uit het buitenland terug deed komen. Sæmundur fróði is niet alleen om zijn geleerdheid bekend, maar in het bijzonder wegens zijn kennis over de geschiedenis. Van Sæmundur is niets schriftelijks bewaard gebleven. Hij zou een in het Latijn geschreven historisch document samengesteld hebben: het Nóregs konungatal (Lijst van Noorse koningen). Dit werk is in zijn geheel verloren gegaan, maar het werd destijds regelmatig als bron voor andere werken gebruikt, onder andere door Snorri Sturluson. Bisschop Brynjólfur Sveinsson van Skálholt vermoedde dat Sæmundur (mede-)auteur van de oudere Codex Regius (of Poëtische Edda) is geweest. Daardoor werd dit boek ook wel Sæmundurs Edda genoemd, maar tegenwoordig trekt men zijn auteurschap ernstig in twijfel. Wel heeft Sæmundur Ari Þorgilsson van belangrijke informatie voor het Íslendingabók voorzien. Eenmaal teruggekomen op IJsland richtte hij in Oddi, Zuid-IJsland, een school op waaraan gedurende vele jaren belangrijke IJslanders hebben gestudeerd. Snorri Sturluson, schrijver van de Jongere Edda, kreeg er les van Saemundurs kleinzoon Jón Loftsson.

## Verhalen
Er bestaan meerdere volksverhalen over Sæmundur. Direct na zijn dood gold hij als een kenner van bovennatuurlijke zaken en werd hij zelfs met occulte zaken in verband gebracht. Op gegeven moment beweerde men zelfs dat hij door de lucht heeft kunnen vliegen. De beroemdste mythe over Sæmundur is, dat hij op zijn terugweg naar IJsland een pact met de duivel sloot. In ruil voor zijn ziel zou de duivel Sæmundur droog van Frankrijk naar IJsland brengen. De duivel veranderde zichzelf in een grote zeehond, en bracht Saemunder op zijn rug naar IJsland. Kort voordat hij aan land ging, pakte Sæmundur zijn bijbel, en sloeg de zeehond ermee op zijn kop zodat die versuft raakte. Daarmee was Sæmunder de duivel te slim af en kon hij aldus zonder zijn ziel te verspelen veilig aan land gaan. Deze gebeurtenis heeft de IJslandse beeldhouwer Ásmundur Sveinsson (1893-1982) uitgebeeld in een standbeeld dat voor het gebouw van de Universiteit van IJsland in Reykjavík staat. Een kopie van dit beeld staat bij het kerkje van Oddi.
- Bibsys: 90723110
- Biblioteca Nacional de España: XX5444950
- Bibliothèque nationale de France: cb12139416w (data)
- Gemeinsame Normdatei: 104097825
- International Standard Name Identifier: 0000 0000 5510 1010
- Library of Congress Control Number: n97018003
- Nationale Bibliotheek van Polen: a0000003348392
- Système universitaire de documentation: 029855004
- Virtual International Authority File: 4210026
- WorldCat: E39PBJmhPyRqGYYmfBVptkyrv3